# Antonić (hrvač)
Antonić (ime ne navode) je bio Hrvat iz Bosne, poznati hrvač. Po Austriji i Njemačkoj bio je poznat kao "bosanski div" (nje. die bosnische Riese).
Bio je velike snage i vješte hrvačke tehnike.
Pobjednikom je 5. velike međunarodne utakmice u hrvanju koja se je bila održala u Beču. U završnoj je borbi teže kategorije pobijedio dotad neporaženog svjetskog prvaka Kocha. Borili su se 1 sat, 48 minuta i 47 sekunda. Na tom je turniru treće mjesto osvojio Belgijac Steurs, a četvrto Austrijanac iz Beča Steinbach. Turnir je trajao 40 dana. Borbe su se održale u areni Olympia za nagradu od 10.000 kruna.